# سلیم خان (بازیگر هندی)

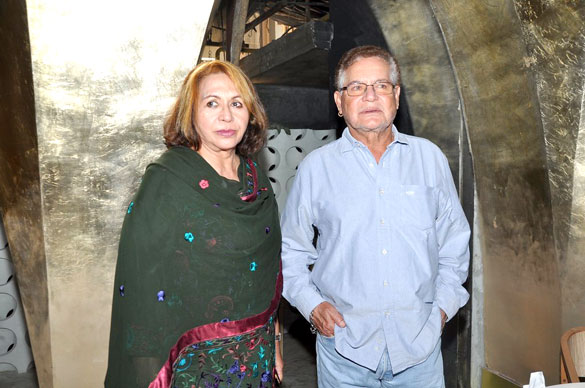
خان با همسرش هلن

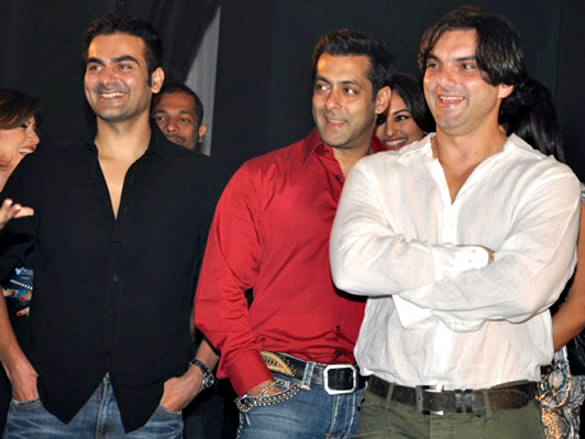
از چپ به راست – ارباز خان سلمان خان سهیل خان

سلیم عبدالرشید خان  (مراتی: सलीम खान؛ زادهٔ ۲۴ نوامبر ۱۹۳۵) یک هنرپیشه، و فیلم‌نامه‌نویس اهل هند است.
او پدر سلمان خان، ارباز خان، سهیل خان، الویرا خان و آرپیتا خان می باشد.
از فیلم‌هایی که وی در آن نقش داشته است می‌توان به باغی، سوگند هندوستان، جگر، عشق، فقط عشق، طبقه سوم اشاره کرد.